# ステルリタマク
座標: 北緯53度38分00秒 東経55度57分00秒 / 北緯53.63333度 東経55.95000度

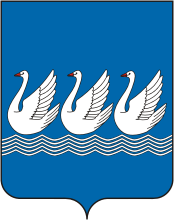
ステルリタマクの市章

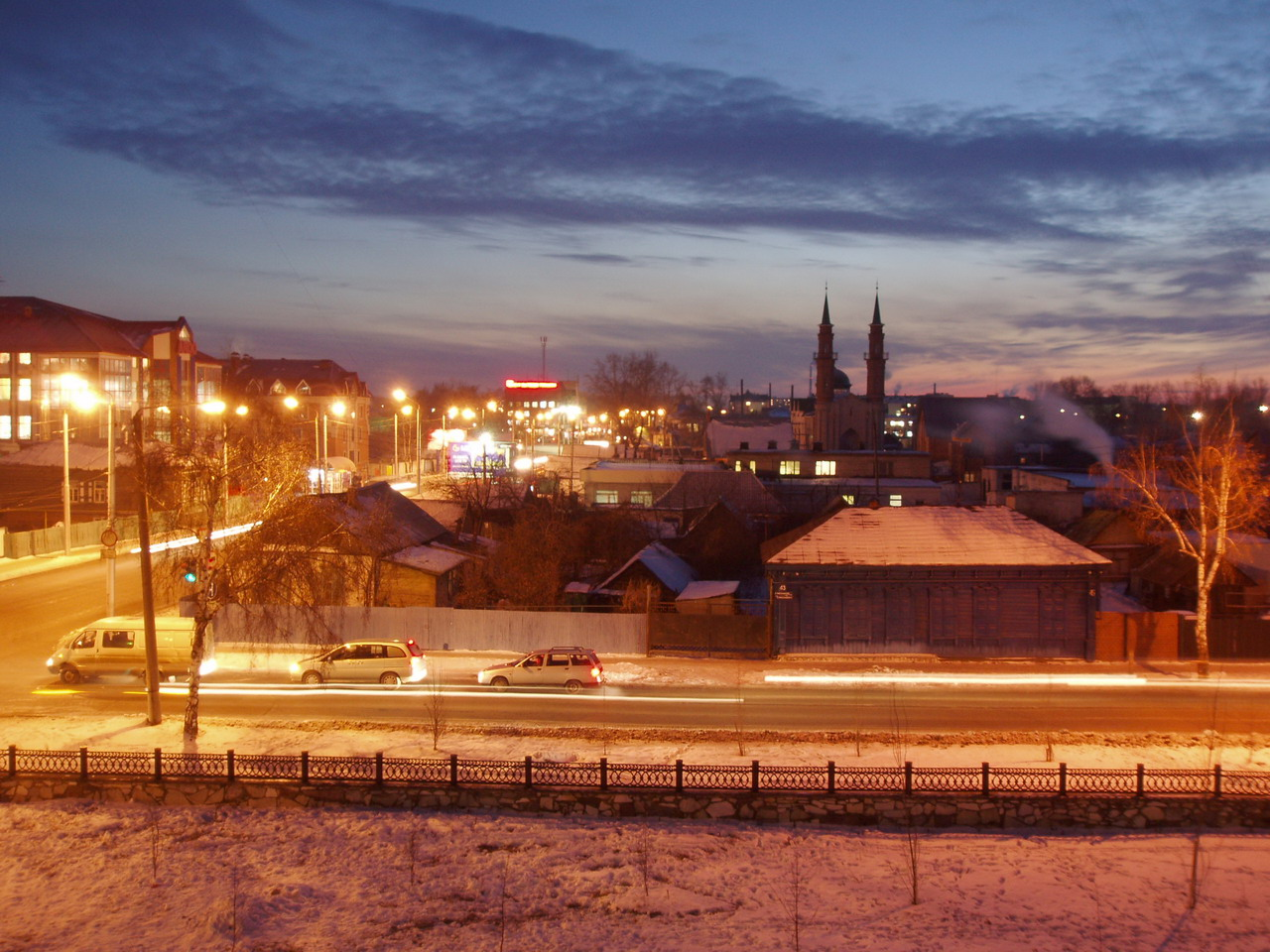
ステルリタマクの通り

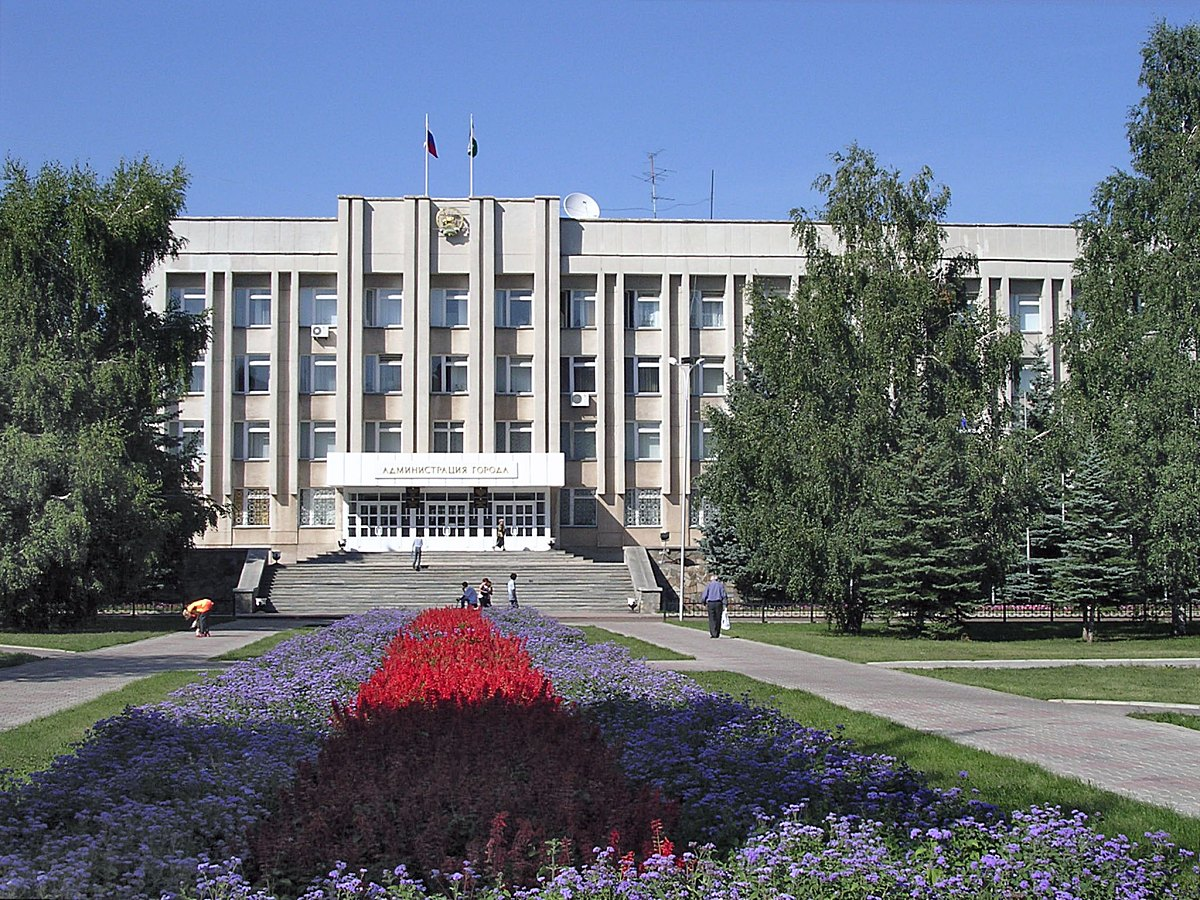
ステルリタマクの市役所

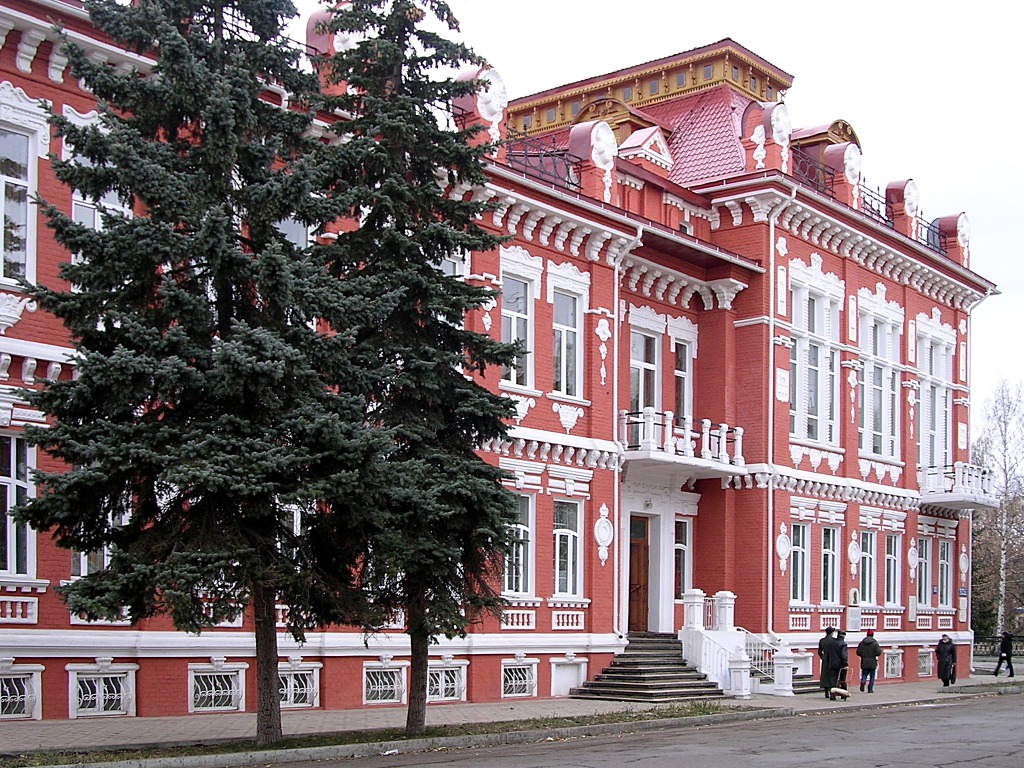
かつての市役所（1870年代のもの）

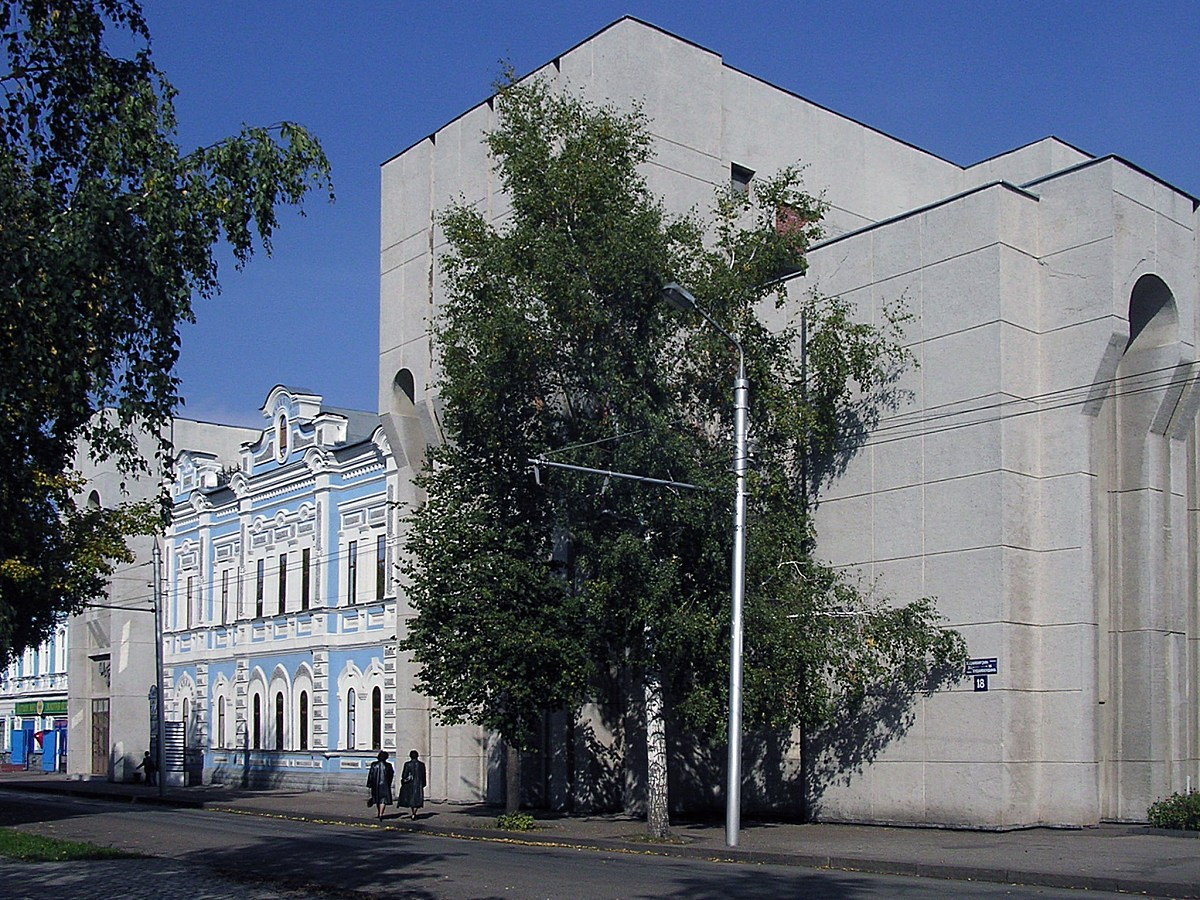
ステルリタマクのドラマ劇場

ステルリタマク（ロシア語: Стерлитамак、ラテン文字表記の例: Sterlitamak,  バシキール語: Стәрлетамаҡ,Stärletamaq,
タタール語: Стәрлетамак）は、ロシアのウラル山脈の西側にあるバシコルトスタン共和国にある都市。同共和国の首都ウファに次いで二番目に人口の多い都市である。人口は27万7410人（2021年）。
ウラル山脈南部の西麓（ヨーロッパ側）に位置し、ウラルの分水嶺までは東へ50キロメートルほど。ヴォルガ川水系の大きな支流であるベラヤ川の左岸に街が広がる。街の名の由来であるステルリャ川が街の中を流れ、街外れでアシカダル川に合流し、さらにその近くでベラヤ川に合流している。バシコルトスタン共和国の首都ウファからは南に130キロメートル離れており、共和国の中でも南寄りにある。最寄りの町は21キロメートル南にあるイシンバイと29キロメートル南にあるサラヴァト。

## 歴史
18世紀半ばまでは、ウファと南のオレンブルクの間を結ぶ街道沿いの宿があるに過ぎなかった。ベラヤ川上流域では岩塩採掘が盛んになり始め、塩商人がこの場所にベラヤ川上流の塩を集散する港を作った。港の完成した1766年がステルリタマクの町の始まった年となっている。ステルリタマクとは、バシキール語で「ステルリャ川の河口」を意味する。1781年には市の地位を認められ、エカチェリーナ2世が翌年に市の紋章を定めた。20世紀初頭までは港での塩の集散が町の主産業だった。
1919年から1922年まで、ソビエト政府が新たに作った民族自治共和国であるバシキール自治ソビエト社会主義共和国の首都はステルリタマクに置かれ、後にウファへ移った。その後は工業化がすすめられ、1930年にはステルリタマク地区の中心地となり、1932年から近隣で油田の採掘がはじまった。第二次世界大戦時にはヨーロッパロシア西部の大都市からソーダ・セメント工場、レーニン機械工具工場、モスクワ靴工場など多数の工場やヴォロネジ・ドラマ劇場がウラルに疎開し、人口も増加した。
戦後は石油生産が拡大し、新たな工場地区などが周囲に増え、1950年代には人口が10万人を突破した。しかし急速な工業化で環境は悪化していった。1990年代の経済低迷により環境悪化には歯止めがかかっている。

## 経済・交通
ステルリタマクは石油化学工業の重要な中心地であり、特に原油を各種の石油製品へと精製している。また機械工業、建材工業、軽工業なども立地する。
ステルリタマクはウファやオレンブルクに道路が通じているが、両者の間にはまだ高速道路などは開通していない。また両都市の間を結ぶ鉄道がステルリタマクを通っているが、単線非電化の路線であり速度は遅い。市内交通はトロリーバスなどが担っている。